# Wolfgang Pregler

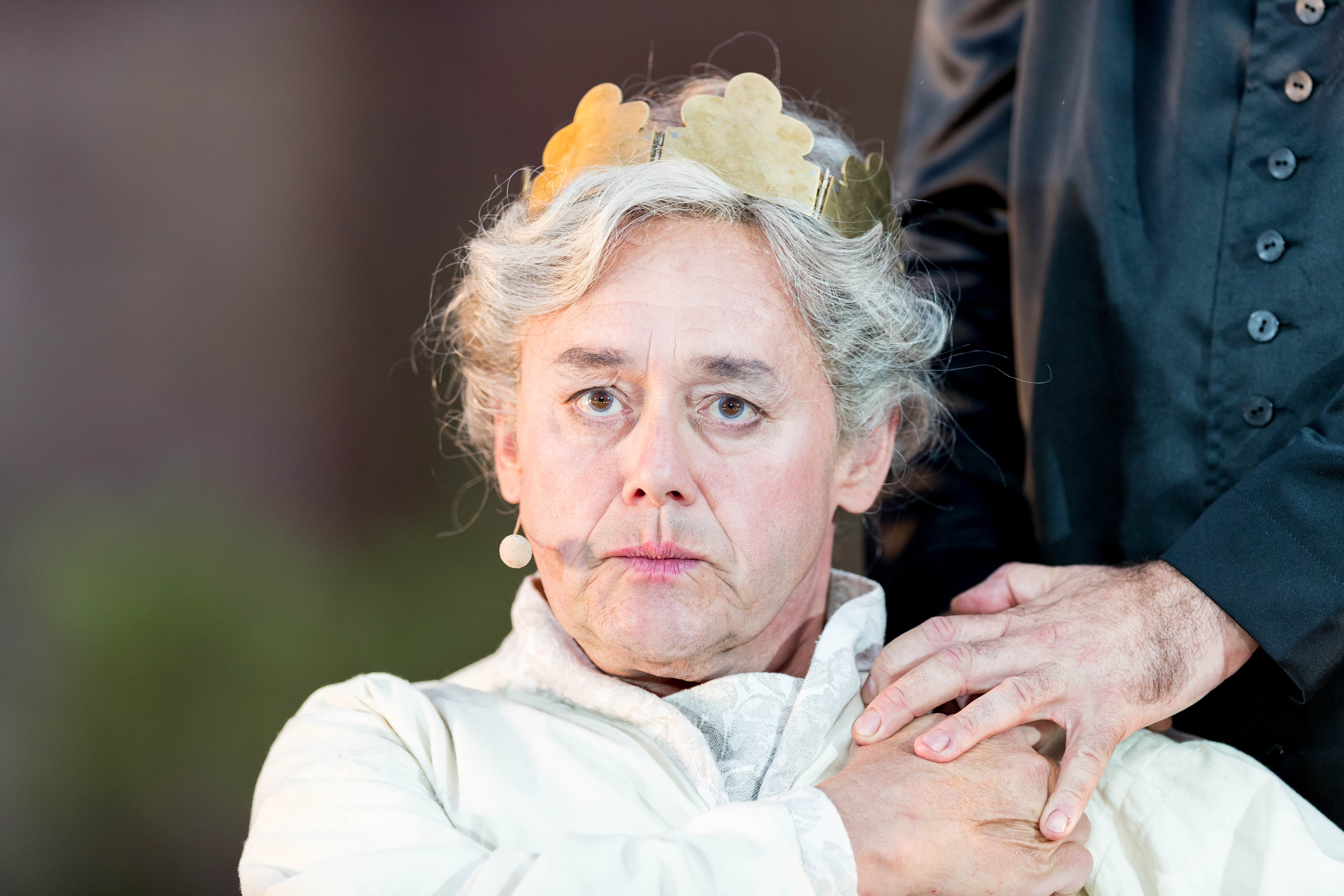
Wolfgang Pregler 2018 als Königsmutter Ute bei den Nibelungenfestspielen

Wolfgang Pregler (* 9. Juni 1956 in Bochum-Höntrop) ist ein deutscher Schauspieler.
Wolfgang Pregler studierte Schauspiel an der Universität der Künste Berlin von 1980 bis 1984. Nach dieser Zeit wurde er bei den Münchner Kammerspielen und dem Deutschen Schauspielhaus in Hamburg engagiert. Seit Anfang der 1990er Jahre ist er als Film- und Fernsehschauspieler aktiv. Von 2001 bis 2015 gehörte er zum Ensemble der Münchener Kammerspiele, seit 2016 zum Ensemble des Schauspiel Köln.

## Filmografie (Auswahl)
- 1995: Der Sandmann
- 1996: Tatort – Schneefieber
- 1997–2001: St. Angela (Fernsehserie, 38 Folgen)
- 2005: Sophie Scholl – Die letzten Tage
- 2005: Schläfer
- 2006: Bloch (Fernsehserie) – Die Wut
- 2008: Der Baader Meinhof Komplex
- 2009: Kommissarin Lucas – Vergessen und Vergeben
- 2009: Vision – Aus dem Leben der Hildegard von Bingen
- 2009: Tatort – Um jeden Preis
- 2010: Mord mit Aussicht – Spätlese (Regie: Torsten Wacker, Fernsehserie)
- 2012: Der Fall Jakob von Metzler
- 2014: Tatort – Freigang
- 2016: Tatort – Klingelingeling
- 2017: München Mord: Einer, der’s geschafft hat
- 2017: Der Alte – Folge 406: Stummer Zeuge
- 2018: Kommissarin Lucas – Das Urteil
- 2018: Keiner schiebt uns weg
- 2018: Kroymann (Satiresendung, 1 Folge)
- 2019: Friesland – Hand und Fuß
- 2020: Die Getriebenen
- 2021: In aller Freundschaft – Die jungen Ärzte – Vertrauensverlust
- 2022: Babylon Berlin